# Saint-Gilbert
Saint-Gilbert es un municipio parroquial canadiense situado en la provincia de Quebec.

## Superficie
Saint-Gilbert tiene una superficie de 37,44 km².

## Demografía
En 2021, tenía 283 habitantes, una densidad poblacional de 7,6 hab./km², y 122 viviendas.